# Српски четнички покрет
Српски четнички покрет је био краткотрајна и нерегистрована политичка странка у Србији коју је предводио Војислав Шешељ. 
Настао је из дела Српског покрета обнове, а касније је прерастао у Српску радикалну странку.

## Историјат
Након сукоба у Српском покрету обнове између Вука Драшковића и Војислава Шешеља, две групе са њима на челу наставиле си да делују под именом СПО, али се Шешељ са својим присталицама одлучио на формирање странке под новим именом и тако је основан Српски четнички покрет. Покрет је одмах почео да издаје и гласило Велика Србија у којем је члановима и симпатизерима поручено да је СЧП једини прави настављач идеје Српског слободарског покрета и Српског покрета обнове.
Странци се одмах по оснивању колективно придружила Либерална странка из Ваљева, коју је предводио Александар Стефановић, као и Небојша Ђорђевић Шуца, вођа Делија.
Српски четнички покрет је 31. јула 1990. године предао пријаву за регистрацију странке, али је Републички секретаријат за правосуђе и управу донео решење 8. августа исте године, којим се одбацује пријава, уз образложење да назив странке вређа јавни морал грађана СР Србије:
Из новије историје Југославије познато је да су припадници четничког покрета у Другом светском рату окончали рат као поражена страна, а њихове вође су од стране народних судова осуђени као ратни злочинци због извршених покоља и других видова терора над становништвом Србије, Црне Горе и Босне и Херцеговине. Сматрајући да се пријављеним називом вређа јавни морал грађана у СР Србији овај Секретаријат је применом члана 10. став 3. Закона о политичким организацијама одбацио пријаву политичке странке: Српски четнички покрет.
Одбијање надлежних државних органа да донесу решење о регистрацији Српског четничког покрета су осудиле Демократска странка, Српска светосавска странка, председник Савеза Солидарност Јован Гламочанин. Странка је предала тужбу Већу за управне спорове Врховног суда Србије против Републичког секретаријата, а Уставном суду је предала иницијативу за оцену уставности и законитости Закона о политичким организацијама.
Државни органи су у више наврата забранили одржавање јавних скупова у организацији Српског четничког покрета и приводили његове чланове и активисте. У октобру 1990. године је у два наврата ухапшен и сам Шешељ, а други пут је осуђен на 45 дана затвора.
Како странка није била регистрована, њен лидер Војислав Шешељ је на изборима за председника Србије, 9. децембра 1990. године, учествовао као кандидат групе грађана. Пласирао се на 5. место од укупно 32 кандидата, а освојио је 96.277 гласова, односно 1,91%.
На Скупштини која је одржана 23. фебруара 1991. године у Крагујевцу дошло је до уједињења Српског четничког покрета и највећег броја месних одбора Народне радикалне странке у јединствену Српску радикалну странку.

## Изборни резултати
| Избори | Кандидат       | #  | 1. круг — гласови | %     | #                | 2. круг — гласови | %                | Резултат     | Детаљи                 |
| ------ | -------------- | -- | ----------------- | ----- | ---------------- | ----------------- | ---------------- | ------------ | ---------------------- |
| 1990   | Војислав Шешељ | 5. | 96,277            | 1,91% | без другог круга | без другог круга  | без другог круга | није изабран | Кандидат групе грађана |

## Истакнути чланови
- Војислав Шешељ
- Александар Стефановић